# Skin (filme de 2018)
Skin é um filme biográfico de drama de 2018 escrito e dirigido por Guy Nattiv, baseado na curta-metragem de mesmo nome. O filme expõe a vida de um skinhead, Bryon Widner, além das participações de Jamie Bell, Vera Farmiga, Danielle Macdonald, Mike Colter e Bill Camp. Como reconhecimento, foi nomeado ao Óscar 2019 na categoria de Melhor Curta-metragem.

## Elenco
- Jamie Bell como Bryon "Pitbull" Widner
- Tyler Williamson como Bryon "Pitbull" Widner" (jovem)
- Vera Farmiga como Shareen Krager
- Danielle Macdonald como Julie Larsen
- Mike Colter como Daryle Lamont Jenkins
- Bill Camp como Fred "Hammer" Krager
- Mary Stuart Masterson como Agenc Jackie Marks
- Daniel Henshall como Slayer
- Ari Barkan como Bulldog
- Justin Wilson como Mike
- Scott Thomas como Sean
- Michael Villar como Jerry
- Steven Vacnin como Arab Boy